# Rosa davidii
Rosa davidii — вид рослин з родини розових (Rosaceae); ендемік північного і центрального Китаю.

## Опис

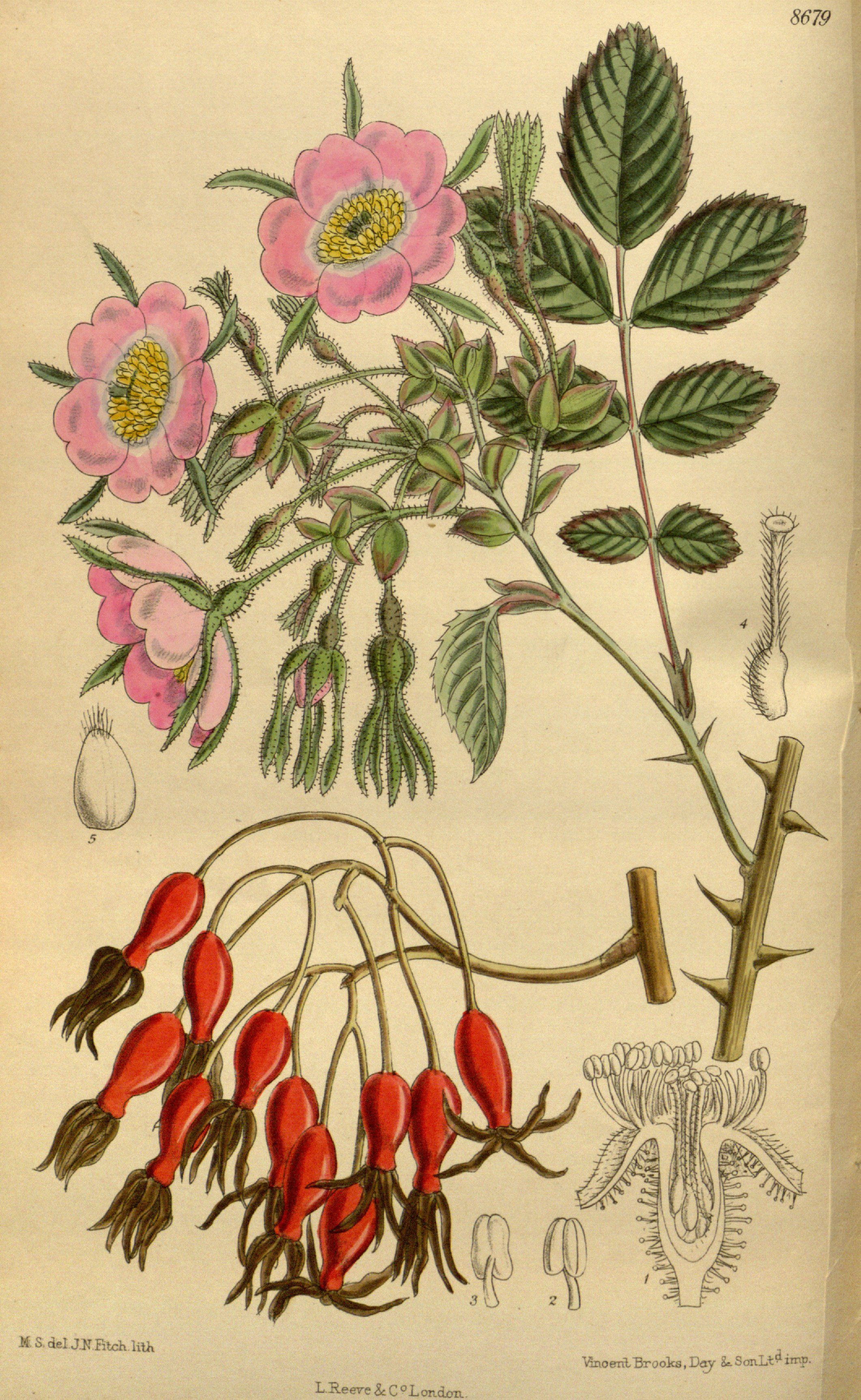
ілюстрація

Це троянда з рожевими квітками й оранжевими плодами, заввишки від 0.9 до 5.5 м

## Поширення
Ендемік північного і центрального Китаю. Росте на висотах від 1200 до 2750 м.